# Alejandro Davidovich Fokina
Alejandro Davidovich Fokina (* 5. června 1999 Málaga) je španělský profesionální tenista. Ve své dosavadní kariéře na okruhu ATP Tour vyhrál jeden deblový turnaj. Na challengerech ATP a okruhu ITF získal tři tituly ve dvouhře a jeden ve čtyřhře.
Na žebříčku ATP byl ve dvouhře nejvýše klasifikován v srpnu 2023 na 21. místě a ve čtyřhře v únoru 2022 na 196. místě. Trénuje ho Jorge Aguirre.
V juniorském tenise zvítězil ve Wimbledonu 2017 po finálové výhře nad Argentincem Axelem Gellerem. Stal se tak druhým španělským šampionem po Manuelu Orantesovi z roku 1967.

## Soukromý život
Narodil se roku 1999 v jihošpanělské Málaze do rodiny rusko-švédského boxera Eduarda Marka Davidoviče a Rusky Taťány Fokinové. Vyrostl v přibližně deset kilometrů vzdáleném přímořském letovisku La Cala del Moral, části Rincónu de la Victoria. Má bratra Marka Fokinu Davidoviche. K tenisu jej přivedl otec před třetím rokem života. Od pěti let trénoval s Manolem Rubialesem na dvorcích v Calaflores a později v Serramaru. Během roku 2010 navázal spolupráci s koučem Jorgem Aguirrem v Racket Clubu ve Fuengirole.

## Tenisová kariéra
V rámci událostí okruhu ITF debutoval v červnu 2015, když se zúčastnil turnaje v baskickém Bakiu. Ve druhém kole podlehl krajanu Juanu-Samuelovi Arauzo-Martínezovi ze sedmé světové stovky žebříčku. Premiérový singlový titul v této úrovni si odvezl během března 2018 z portugalské Quinty do Lago, kde ve finále zdolal krajana ze čtvrté stovky klasifikace Roberta Ortegu Olmeda ve třech setech. První challengerovou trofej pak vybojoval na Copa Sevilla v září 2019. V závěrečném utkání turnaje porazil Španěla Jaumeho Munara, jemuž patřila 112. příčka žebříčku.

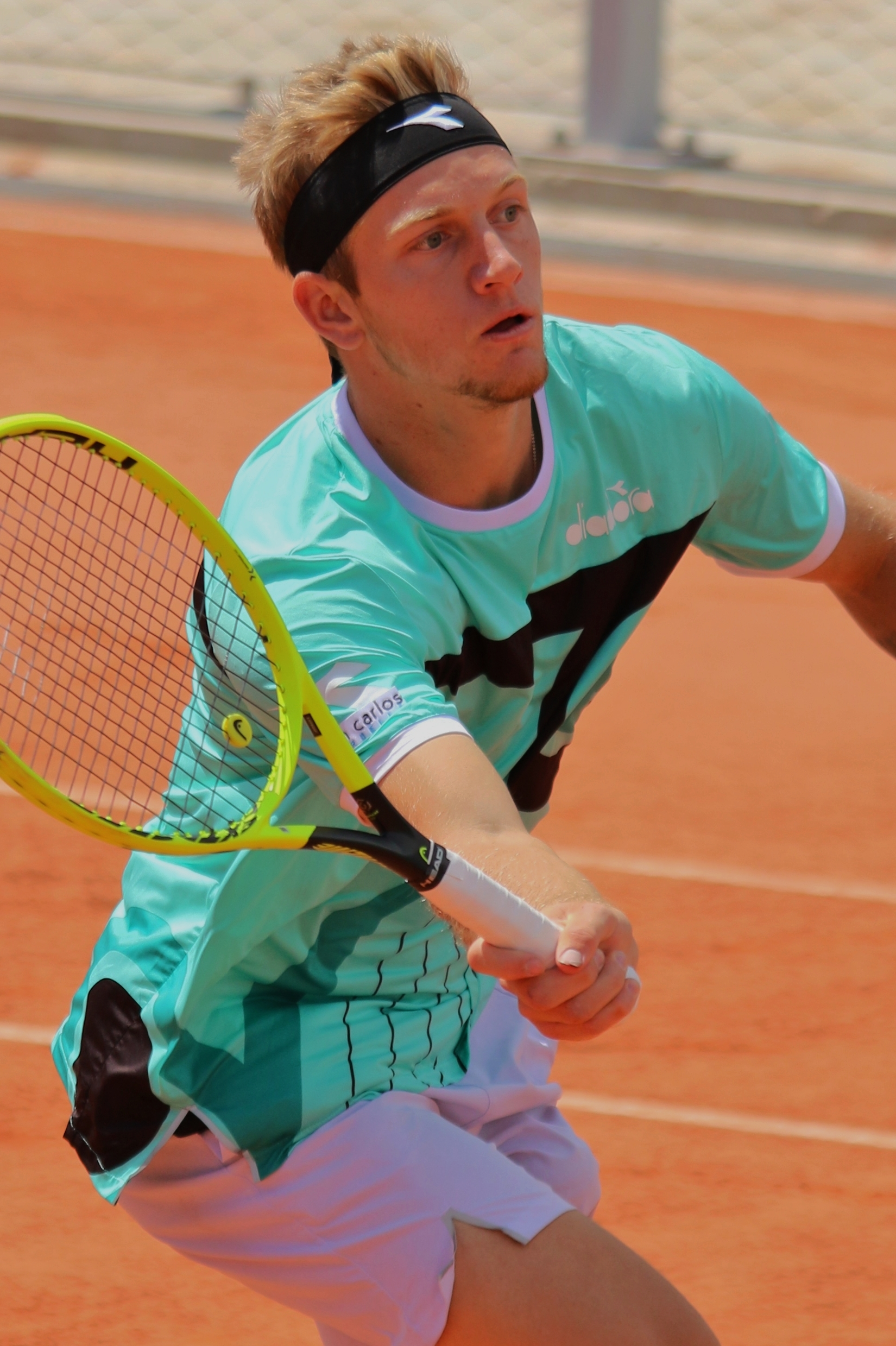
Forhendový volej na French Open 2019

V kvalifikaci okruhu ATP Tour debutoval po obdržení divoké karty na dubnovém Barcelona Open Banco Sabadell 2017. Do hlavní soutěže však nepronikl, když nezvládl kvalifikační kolo s Kolumbijcem Santiagem Giraldem. Dvouhru si poprvé zahrál na dubnovém Grand Prix Hassan II 2019 v Marrákeši po průchodu kvalifikačním sítem. Na úvod jej vyřadil Němec Philipp Kohlschreiber z páté desítky klasifikace. O dva týdny později postoupil na svém druhém turnaji ATP, portugalském Estoril Open 2019, z kvalifikace až do semifinále. Mezi poslední osmičkou singlistů poprvé přehrál člena elitní světové dvacítky, osmnáctého hráče klasifikace Gaëla Monfilse. Před branami finále jej zastavil Uruguayec Pablo Cuevas. V devatenácti letech se tak stal nejmladším Španělem v této fázi turnaje ATP Tour od tehdy 19letého Rafaela Nadala na Barcelona Open 2006. Navazující týden debutoval v sérii Masters na Mutua Madrid Open 2019 časnou porážkou od Francouze Richarda Gasqueta. 
Debut v hlavní soutěži nejvyšší grandslamové kategorie zaznamenal v mužském singlu French Open 2019, přestože prohrál poslední zápas v tříkolové kvalifikaci s Němcem Yannickem Madenem. Do pařížské dvouhry však prošel jako šťastný poražený. V jejím úvodním kole nenašel recept na Australana ze sedmé světové desítky Jordana Thompsona. Po semifinále na challengeru v čínském Ning-po se 21. října 2019 poprvé posunul do elitní světové stovky žebříčku ATP, když postoupil ze 101. na 93. místo. Na závěrečném Next Generation ATP Finals 2019 pro nejlépe postavené tenisty do 21 let prohrál všechny duely základní skupiny, s australskou světovou osmnáctkou Alexem de Minaurem, Norem Casper Ruudem i Srbem Miomirem Kecmanovićem.
Do Australian Open 2020 vstoupil pětisetovou výhrou nad Slovákem Norbertem Gombosem, představující první vítězný zápas v rámci grandslamu. Ukončil tím také sérii deseti porážek na túře ATP, táhnoucí se od semifinálové účasti na Estoril Open 2019. Ve druhém melbournském kole jej zastavila argentinská světová čtrnáctka Diego Schwartzman. Z únorového Rio Open 2020 odjel poražen v úvodní fázi, když proti Brazilci Thiagovi Seybothu Wildovi nevyužil tři mečboly. Svou vůbec první účast ve čtyřhře na okruhu ATP Tour proměnil v titul. Ve finále santiagského Chile Open 2020 zdolali s krajanem Robertem Carballésem Baenou druhý nasazený, salvadorsko-britský pár Marcelo Arévalo a Jonny O'Mara. Po pětiměsíčním koronavirovém přerušení sezóny se probojoval do osmifinále zářijového US Open 2020, v němž uhrál jen pět gemů na sedmého hráče pořadí a pozdějšího finalistu Alexandra Zvereva. Ve dvaceti jedna letech se stal nejmladším Španělem ve čtvrtém kole majoru od tehdy 21letého Nadala na US Open 2007. Podzimní French Open 2020 opustil ve druhém kole po prohře s ruskou světovou dvanáctkou Andrejem Rubljovem.

## Finále na okruhu ATP Tour
| Legenda                       |
| D – dvouhra; Č – čtyřhra      |
| Grand Slam (0)                |
| Turnaj mistrů (0)             |
| ATP Tour Masters 1000 (0–1 D) |
| ATP Tour 500 (0–1 D)          |
| ATP Tour 250 (0–1 D, 1–0 Č)   |

### Dvouhra: 3 (0–3)
| Stav      | č. | datum       | turnaj                      | kategorie    | povrch | soupeř ve finále   | výsledek      |
| --------- | -- | ----------- | --------------------------- | ------------ | ------ | ------------------ | ------------- |
| Finalista | 1. | duben 2022  | Monte Carlo, Monako         | Masters 1000 | antuka | Stefanos Tsitsipas | 3–6, 6–7(3–7) |
| Finalista | 2. | únor 2025   | Delray Beach, Spojené státy | ATP 250      | tvrdý  | Miomir Kecmanović  | 6–3, 1–6, 5–7 |
| Finalista | 3. | březen 2025 | Acapulco, Mexiko            | ATP 500      | tvrdý  | Tomáš Macháč       | 6–7(6–8), 2–6 |

### Čtyřhra: 1 (1–0)
| Stav  | č. | datum       | turnaj          | povrch | spoluhráč               | soupeř ve finále             | výsledek      |
| ----- | -- | ----------- | --------------- | ------ | ----------------------- | ---------------------------- | ------------- |
| vítěz | 1. | března 2020 | Santiago, Chile | antuka | Roberto Carballés Baena | Marcelo Arévalo Jonny O'Mara | 7–6(7–3), 6–1 |

## Finále na challengerech ATP a okruhu Futures
| Legenda                    |
| -------------------------- |
| Challengery (2–3 D; 0–0 Č) |
| Futures (1–3 D; 1–1 Č)     |

### Dvouhra: 9 (3–6)
| Stav      | č. | datum         | turnaj                      | povrch | soupeř ve finále      | výsledek           |
| --------- | -- | ------------- | --------------------------- | ------ | --------------------- | ------------------ |
| Finalista | 1. | červen 2017   | Palma del Río, Španělsko    | tvrdý  | Matteo Viola          | 6–7(0–7), 5–7      |
| Finalista | 2. | červenec 2017 | Bakio, Španělsko            | tvrdý  | Roberto Ortega Olmedo | 6–0, 2–6, 1–6      |
| Finalista | 3. | září 2017     | San Sebastián, Španělsko    | antuka | Eduard Esteve Lobato  | 7–5, 0–6, 1–6      |
| Vítěz     | 1. | březen 2018   | Quinta do Lago, Portugalsko | tvrdý  | Roberto Ortega Olmedo | 7–5, 4–6, 6–1      |
| Finalista | 1. | září 2018     | Štětín, Polsko              | antuka | Guido Andreozzi       | 4–6, 6–4, 3–6      |
| Finalista | 2. | únor 2019     | Bangkok, Thajsko            | tvrdý  | James Duckworth       | 4–6, 3–6           |
| Finalista | 3. | září 2019     | Janov, Itálie               | antuka | Lorenzo Sonego        | 2–6, 6–4, 6–7(6–8) |
| Vítěz     | 1. | září 2019     | Sevilla, Španělsko          | antuka | Jaume Munar           | 2–6, 6–2, 6–2      |
| Vítěz     | 2. | říjen 2019    | Liou-čou, Čína              | tvrdý  | Denis Istomin         | 6–3, 5–7, 7–6(7–5) |

### Čtyřhra: 2 (1–1)
| Stav      | č. | datum      | turnaj                   | povrch | spoluhráč     | soupeři ve finále                           | výsledek         |
| --------- | -- | ---------- | ------------------------ | ------ | ------------- | ------------------------------------------- | ---------------- |
| Vítěz     | 1. | říjen 2016 | Lagos, Nigérie           | tvrdý  | Alexis Klégou | Karol Drzewiecki Maciej Smoła               | 6–4, 6–1         |
| Finalista | 1. | září 2017  | San Sebastián, Španělsko | antuka | Alexis Klégou | Iñigo Cervantes Huegun Daniel Gimeno-Traver | 6–4, 5–7, [6–10] |

## Finále na juniorském Grand Slamu

### Dvouhra: 1 (1–0)
| Stav  | rok  | turnaj    | povrch | soupeř ve finále | výsledek      |
| ----- | ---- | --------- | ------ | ---------------- | ------------- |
| Vítěz | 2017 | Wimbledon | tráva  | Axel Geller      | 7–6(7–2), 6–3 |

## Chronologie výsledků na Grand Slamu

### Dvouhra
| Turnaj          | 2018 | 2019    | 2020    | 2021    | 2022    | 2023    | 2024    | 2025    | SR     | V–P   |
| --------------- | ---- | ------- | ------- | ------- | ------- | ------- | ------- | ------- | ------ | ----- |
| Australian Open | A    | 2Q      | 2. kolo | A       | 2. kolo | 2. kolo | 2. kolo | 4. kolo | 0 / 5  | 7–5   |
| French Open     | A    | 1. kolo | 2. kolo | ČF      | 1. kolo | 3. kolo | 2. kolo |         | 0 / 6  | 9–6   |
| Wimbledon       | 2Q   | 1Q      | NH      | 1. kolo | 2. kolo | 3. kolo | A       |         | 0 / 3  | 3–3   |
| US Open         | A    | 1Q      | 4. kolo | 1. kolo | 4. kolo | 3. kolo | 1. kolo |         | 0 / 5  | 8–5   |
| výhry–prohry    | 0–0  | 0–1     | 5–3     | 4–3     | 5–4     | 7–4     | 2–3     | 3–1     | 0 / 19 | 26–19 |

| Legenda | Legenda                                   | Legenda | Legenda                     |
| ------- | ----------------------------------------- | ------- | --------------------------- |
| SR      | poměr vyhraných turnajů ku všem odehraným | W–L V–P | výhry–prohry                |
| NH      | daný rok se turnaj nekonal                | A       | turnaje se hráč nezúčastnil |
| 1Q / LQ | prohra v (kole) kvalifikace               | 1k / 1R | prohra v daném kole turnaje |
| QF / ČF | prohra ve čtvrtfinále                     | SF      | prohra v semifinále         |
| F       | prohra ve finále                          | Vítěz   | vítězství v turnaji         |

## Vítězství nad hráči Top 10
Přehled
| Sezóna    | 2021 | 2022 | 2023 | Celkem |
| --------- | ---- | ---- | ---- | ------ |
| Vítězství | 1    | 2    | 2    | 5      |

Vítězství
| Č.                                     | hráč              | ATP | turnaj                                | povrch | fáze    | skóre                              | ADF |
| -------------------------------------- | ----------------- | --- | ------------------------------------- | ------ | ------- | ---------------------------------- | --- |
| 2021                                   |                   |     |                                       |        |         |                                    |     |
| 1.                                     | Matteo Berrettini | 10. | Monte Carlo, Monako                   | antuka | 2. kolo | 7–5, 6–3                           | 58. |
| 2022                                   |                   |     |                                       |        |         |                                    |     |
| 2.                                     | Novak Djoković    | 1.  | Monte Carlo, Monako                   | antuka | 2. kolo | 6–3, 6–7(5–7), 6–1                 | 46. |
| 3.                                     | Hubert Hurkacz    | 10. | Wimbledon, Londýn, Spojené království | tráva  | 1. kolo | 7–6(7–4), 6–4, 5–7, 2–6, 7–6(10–8) | 37. |
| 2023                                   |                   |     |                                       |        |         |                                    |     |
| 4.                                     | Holger Rune       | 7.  | Madrid, Španělsko                     | antuka | 3. kolo | 7–6(7–1), 5–7, 7–6(7–5)            | 35. |
| 5.                                     | Casper Ruud       | 5.  | Toronto, Kanada                       | tvrdý  | 3. kolo | 7–6(7–4), 4–6, 7–6(7–4)            | 37. |
| výhra nad úřadující světovou jedničkou |                   |     |                                       |        |         |                                    |     |